# Škoda Octavia RS
Škoda Octavia VRS — це спортивна версія компактного автомобіля чеської компанії Škoda — Škoda Octavia.

## Перше покоління

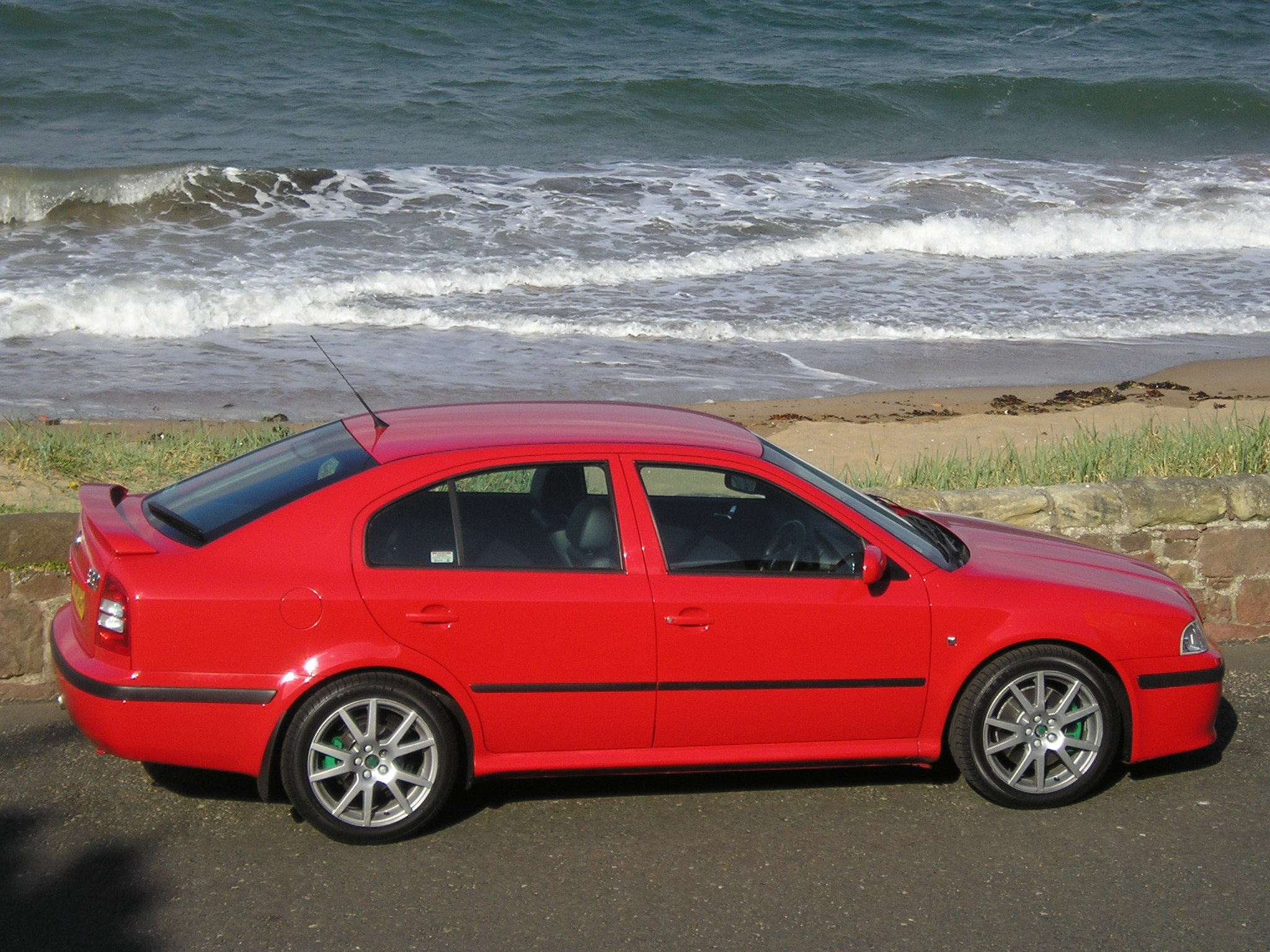
Škoda Octavia RS 1 (2000–2004)

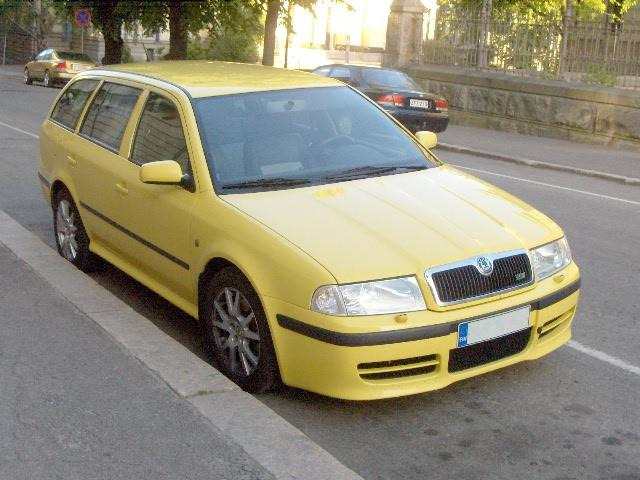
Škoda Octavia RS 1 Combi (2000–2004)

Octavia RS першого покоління була розроблена на основі оновленої моделі Škoda Octavia з 1.8-літровим двигуном з турбонаддувом AUQ потужністю 180 к.с. (132 кВт) і виготовлялась в період з осені 2000 року і початку 2004 року. В порівнянні з базовою моделлю Octavia RS отримала задній спойлер і інші бампера.
У цілому були доступні чотири кольору фарби: жовтий, червоний, чорний і сріблястий. Був також спеціальний випуск RS WRC, який був заснований на дизайні ралійних автомобілів і одержав білий халат бази.
Так як Octavia RS була доступна тільки з бензиновим двигуном, в 2004 році була представлена спеціальна модель під назвою GT Limited, яка була доступна тільки у вигляді універсала з дизельним двигуном 1,9 л потужністю 131 к.с. (96 кВт). Візуально і технічно GT Limited була ідентичною Octavia RS Combi, але автомобіль мав інші сидіння з алькантари. Як і в Octavia RS для GT Limited були доступні тільки чотири кольори кузова.

## Друге покоління
В вересні 2005 року у Великій Британії та Ірландії дебютувало друге покоління Octavia RS в кузові Combi та ліфтбек з 2,0 л бензиновим двигуном потужністю 200 к.с. (147 кВт).
Дизельна версія з двигуном потужністю 170 к.с. (125 кВт) представлена у серпні 2006 року.
Відмінності від базової моделі полягали у встановленні ксенонових фар, переглянутому передньому бампері з великими отворами для охолоджуючого повітря і модифікований задній бампер з відбивачами, збільшених до 312 мм гальмівних дисках.
На початку 2009 року Octavia RS отримала фейсліфтинг. Автомобіль отримав новий кондиціонер Climatronic, нові системи музики, а також модифікований спідометр та нове трехспицеве спортивне кермо, версія з коробкою передач DSG отримала трехспицеве багатофункціональне кермо з підрульовими перемикачами. Зовні автомобіль отримав нову передню частину, дзеркала і нові задні ліхтарі.

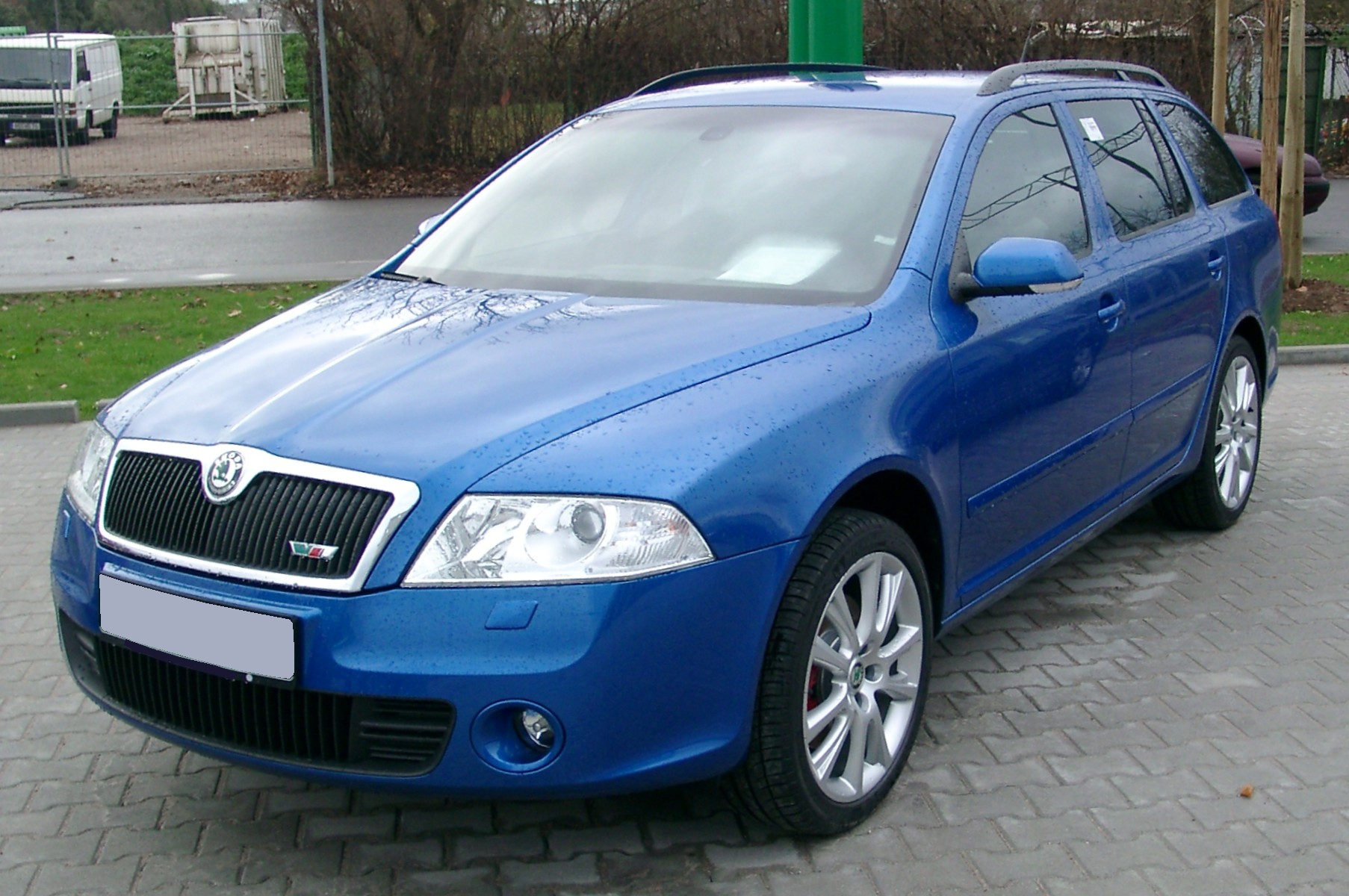
Octavia RS Combi (2005–2009)
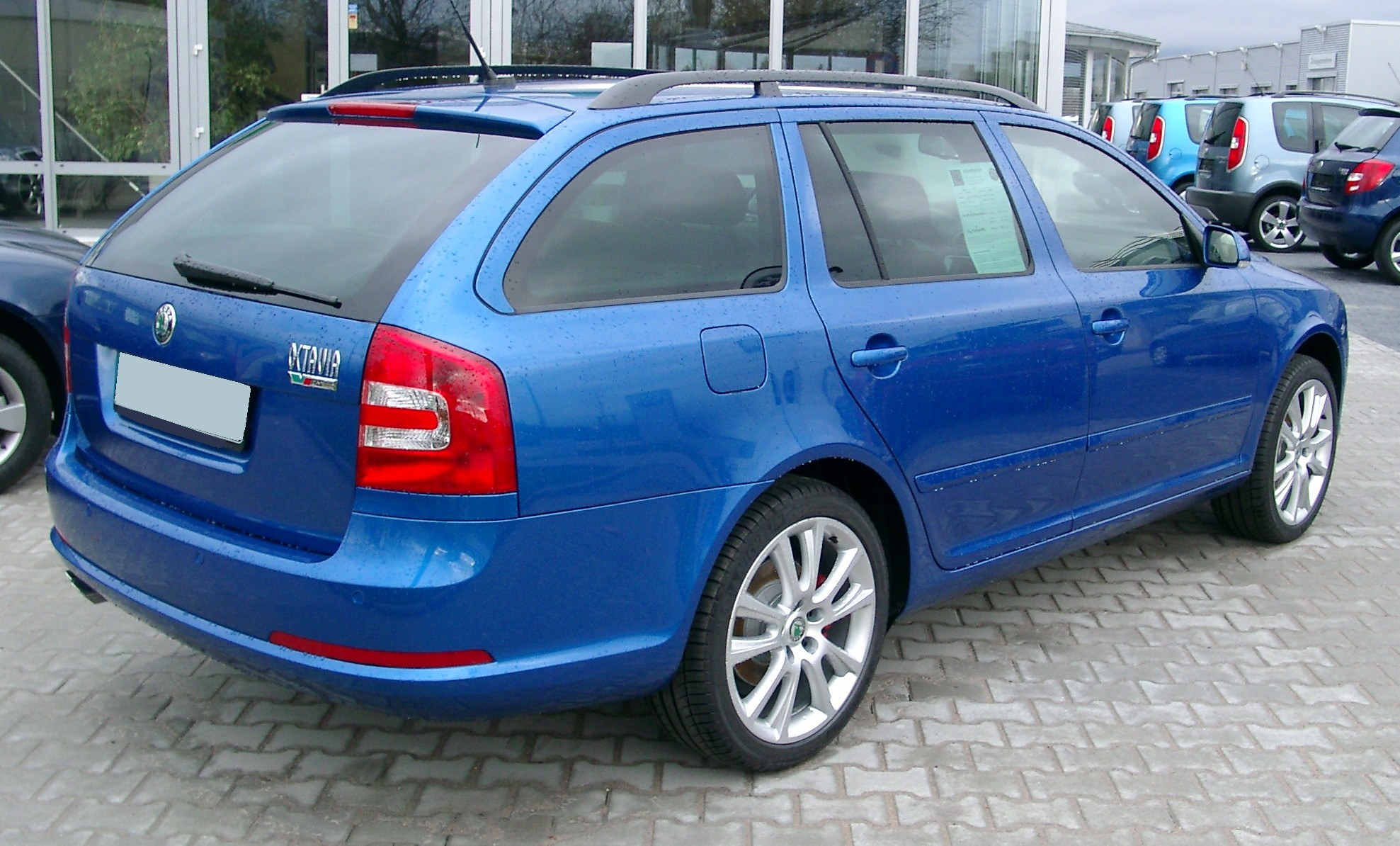
Octavia RS Combi (2005–2009)
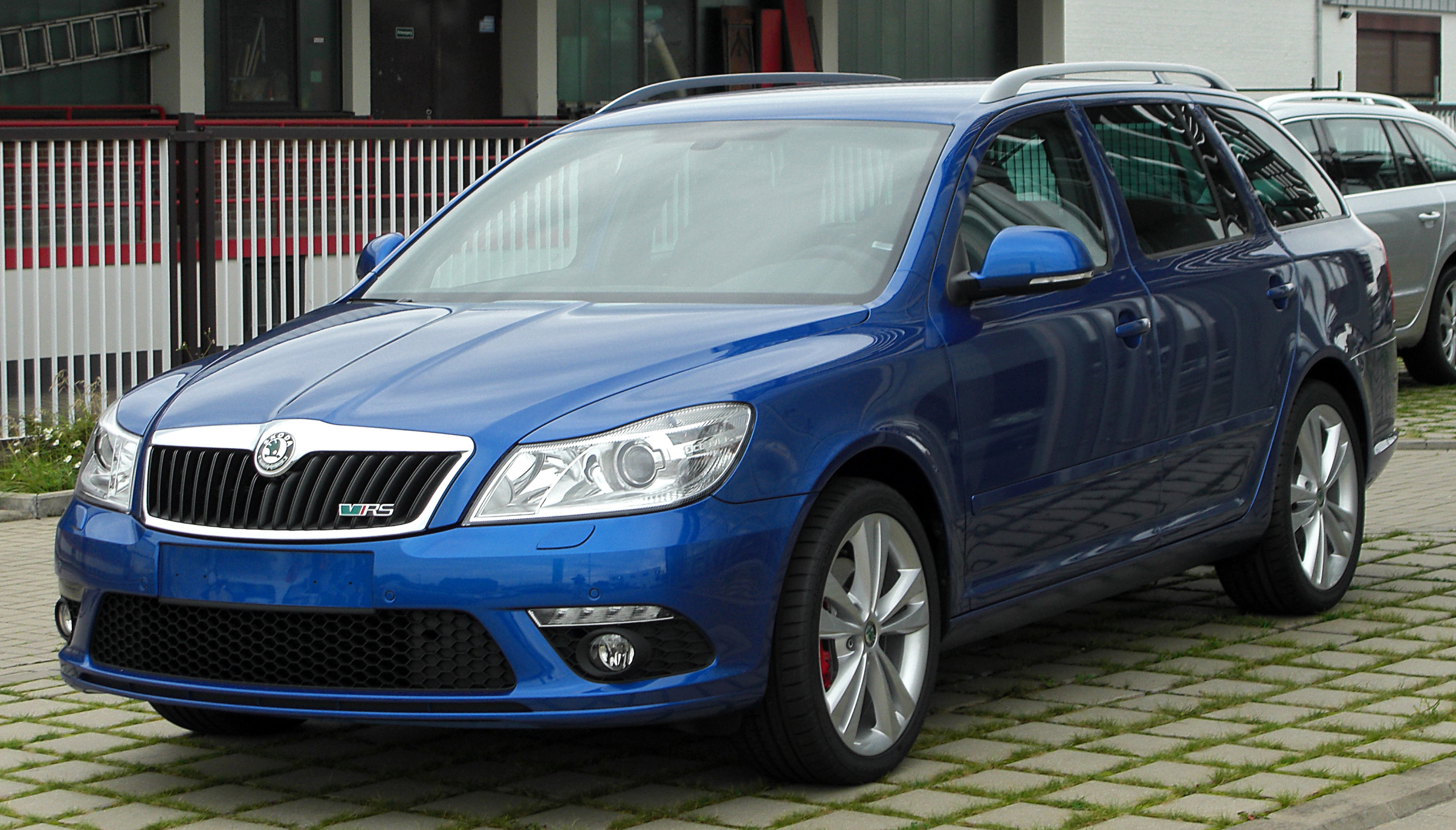
Octavia RS Combi (2009–2013)
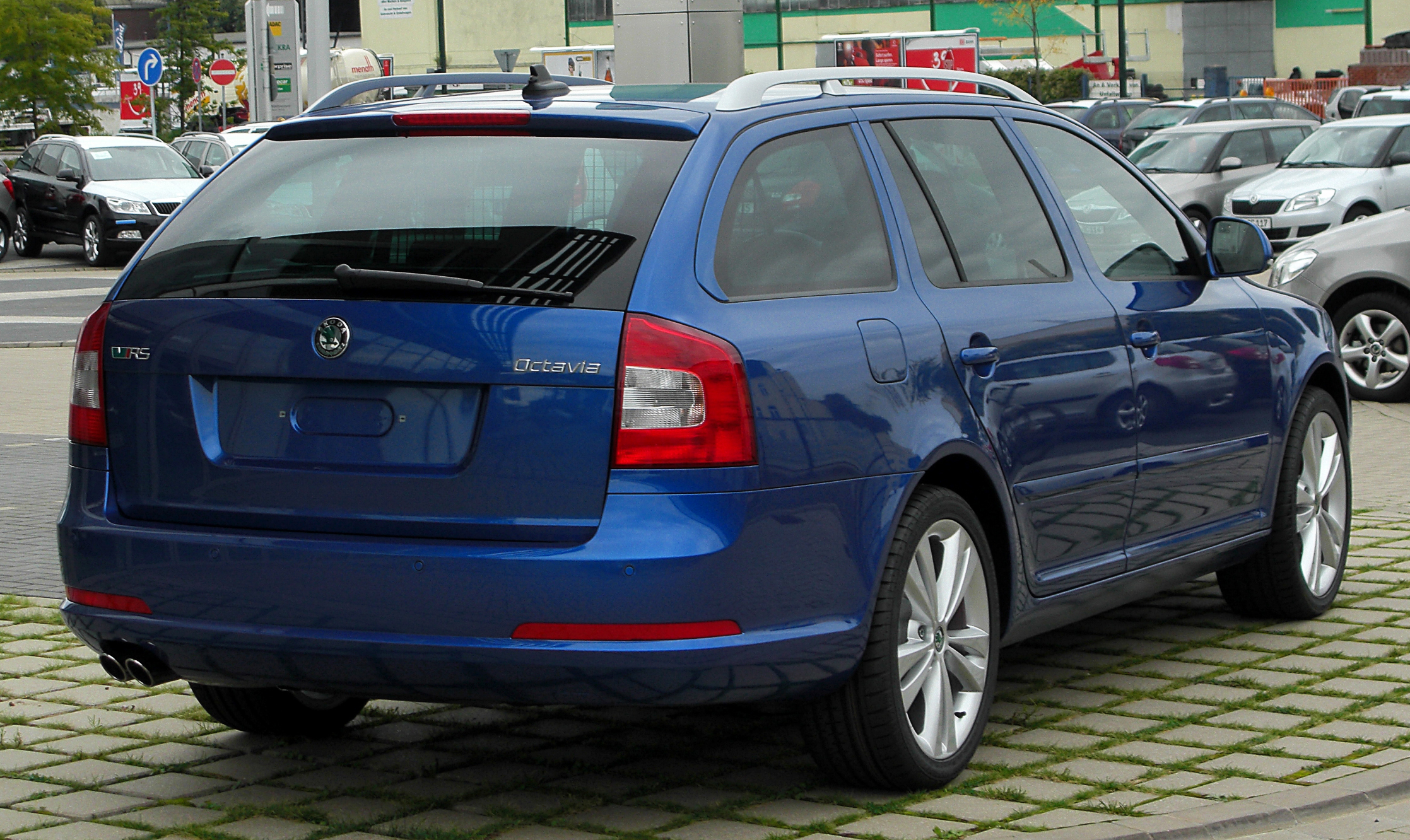
Octavia RS Combi (2009–2013)
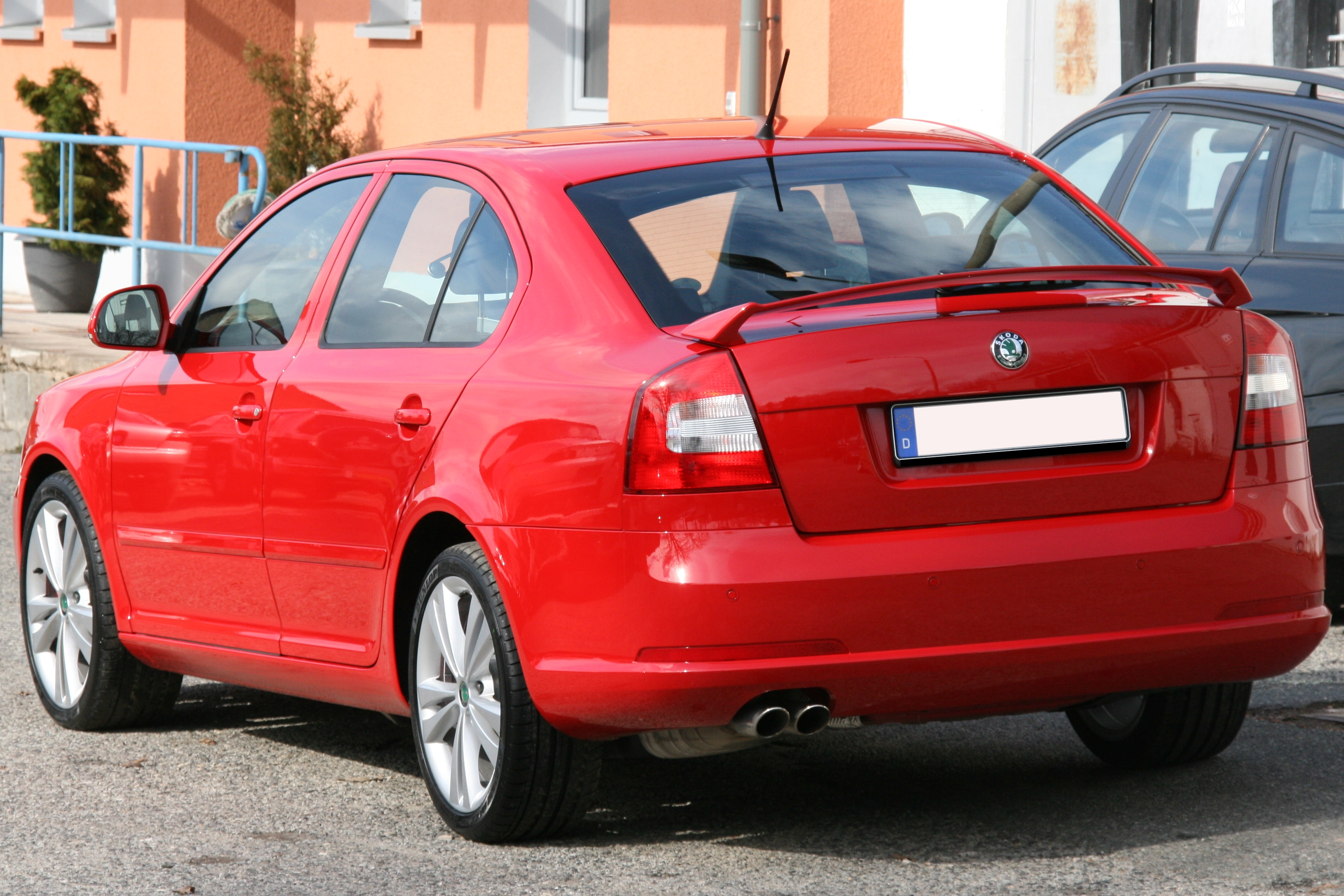
Octavia RS ліфтбек (2009–2012)
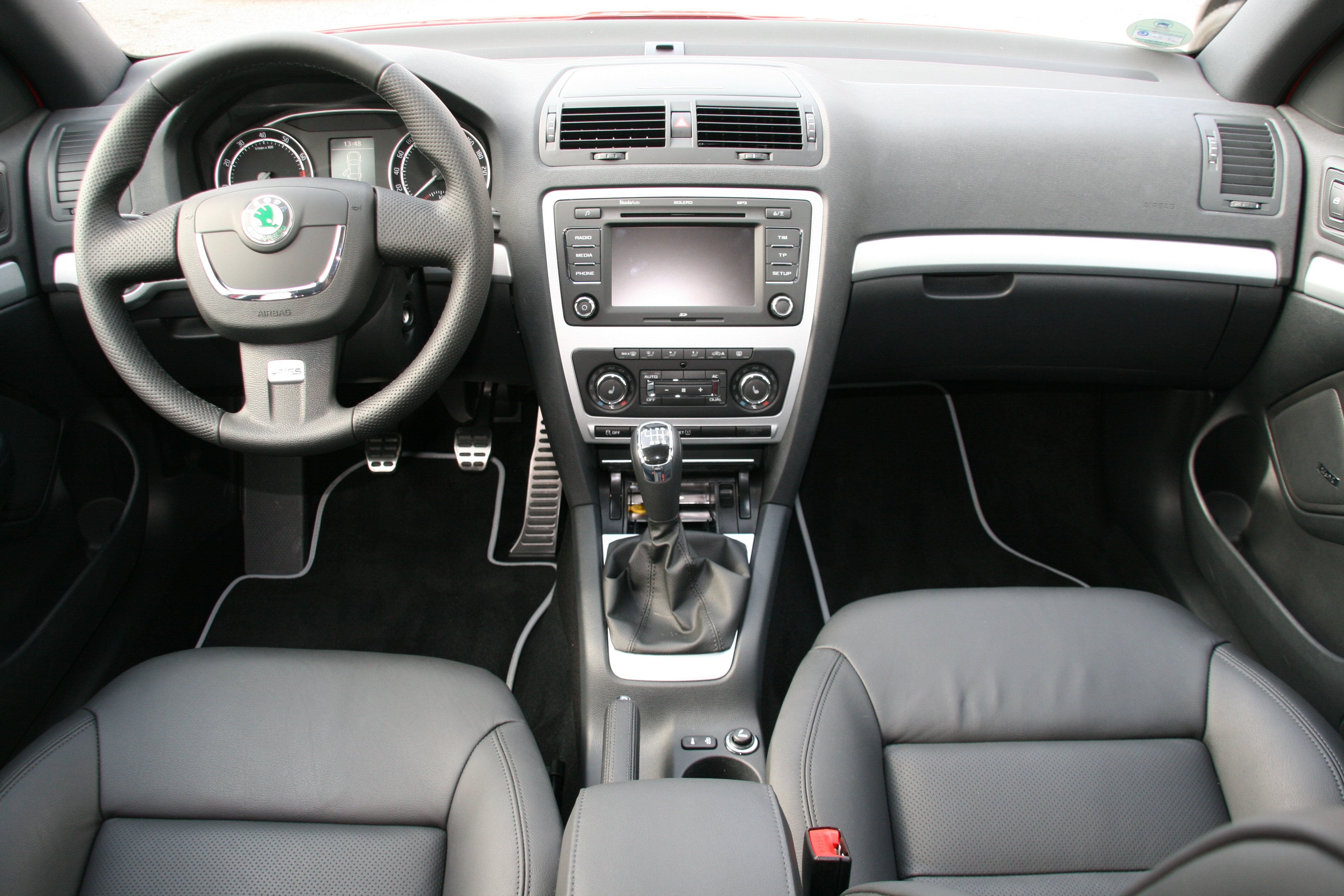
Салон Octavia RS (2009–2013)

## Третє покоління

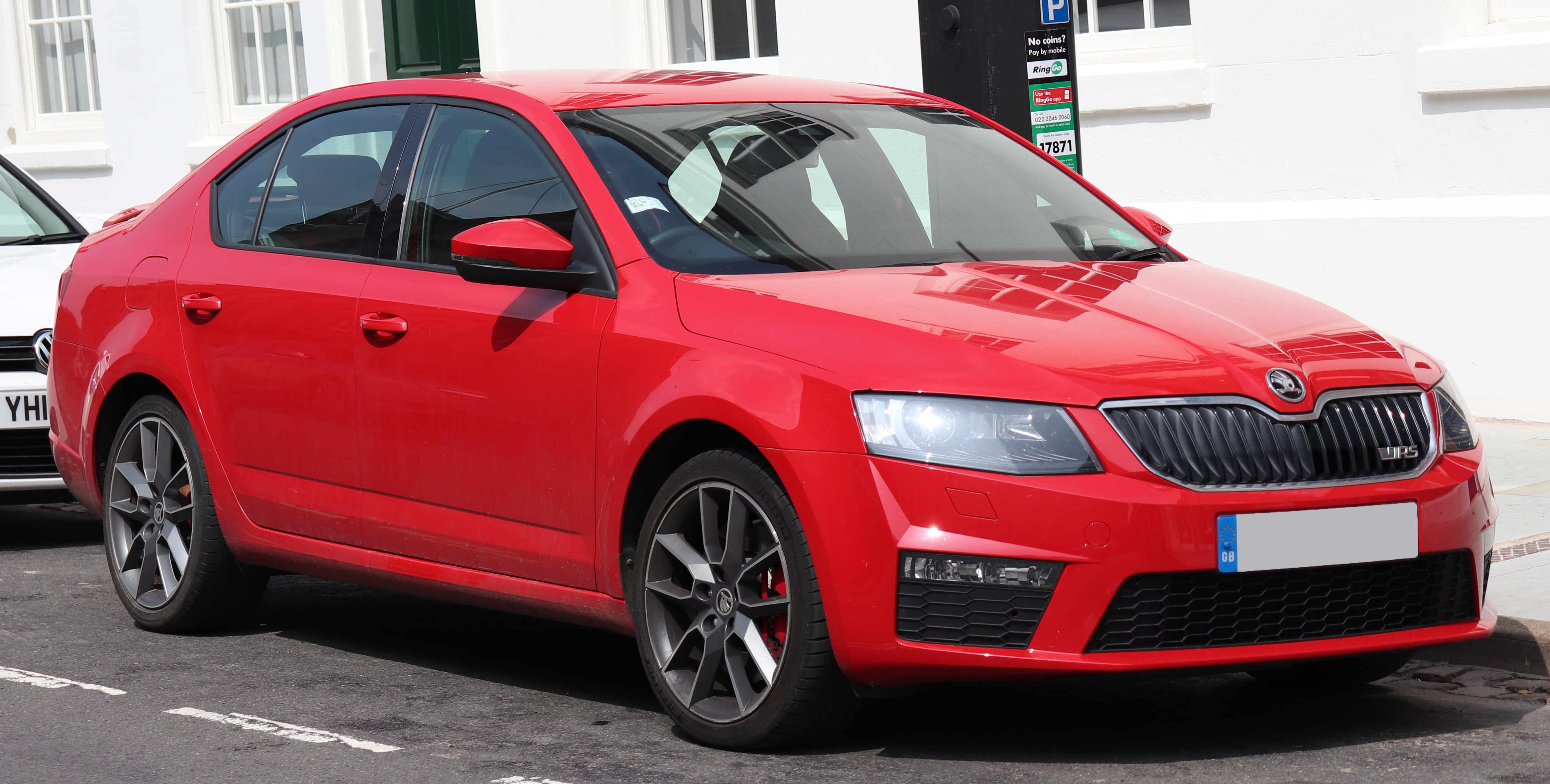
Škoda Octavia III RS (з 2013)

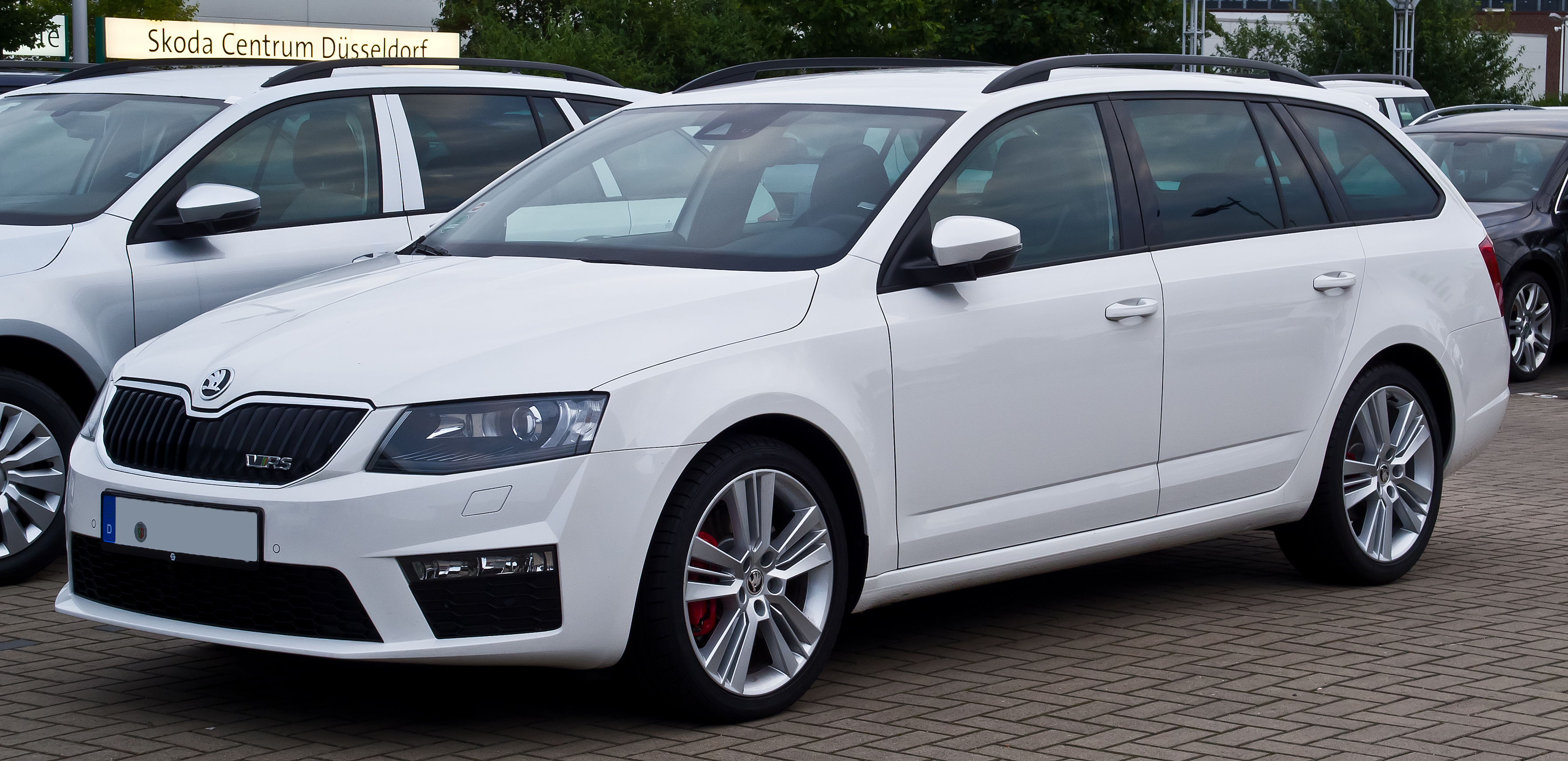
Škoda Octavia Combi III RS (з 2013)

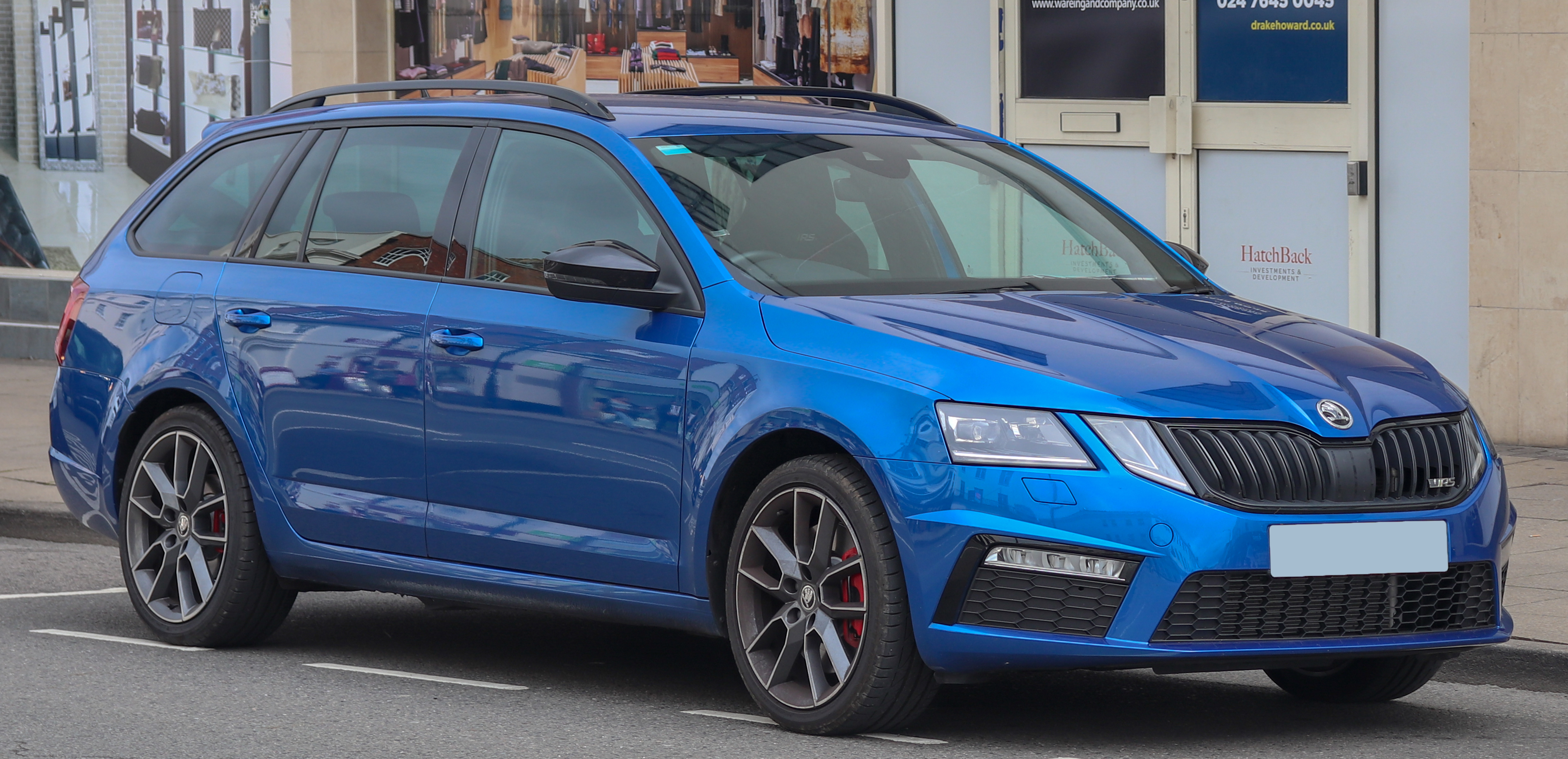
Škoda Octavia III VRS

В липні 2013 року представлене третє покоління Octavia RS з бензиновим двигуном 2.0 TSI потужністю 220 к.с., крутним моментом 350 Нм або дизелем 2.0 TDI потужністю 184 к.с., крутним моментом 380 Нм.
У 2017 році Шкода Октавія представлена в кузові седан і універсал, при цьому деякі автомобільні експерти вважають, що модель повністю повторює Volkswagen Golf GTI. Екстер'єр автомобіля справляє приємне враження: прямокутні протитуманні фари з боків класичної решітки радіатора і великий повітрозабірник нижче. Капот Октавія РС прикрашений невиразними скульптурними виштамповками, які покликані зробити екстер'єр більш цікавим. Боки седана невиразні, а поясна лінія практично паралельна землі. Колісні арки майже не виділяються і розміщують в собі 18-дюймові диски. Ззаду автомобіль оснащений спойлером. Габарити седана дорівнюють: довжина - 4685 мм, ширина - 1814 мм, висота - 1449 мм. 
У стандартне оснащення інтер'єру входить: двозонний кондиціонер, електропривідні передні сидіння, підігрів передніх і задніх сидінь, автозатемнення стекол, система кріплення дитячого сидіння ISOFIX, шкіряна обшивка сидінь, 8-дюймовий сенсорний екран, аудіосистема Canton з 10 динаміками, навігаційна система, Apple CarPlay, Android Auto і Bluetooth. 
У 2020 році Skoda планує представити нову гібридну версію Skoda Octavia vRS, яка може стати найпотужнішою "Октавією" в лінійці.

## Четверте покоління

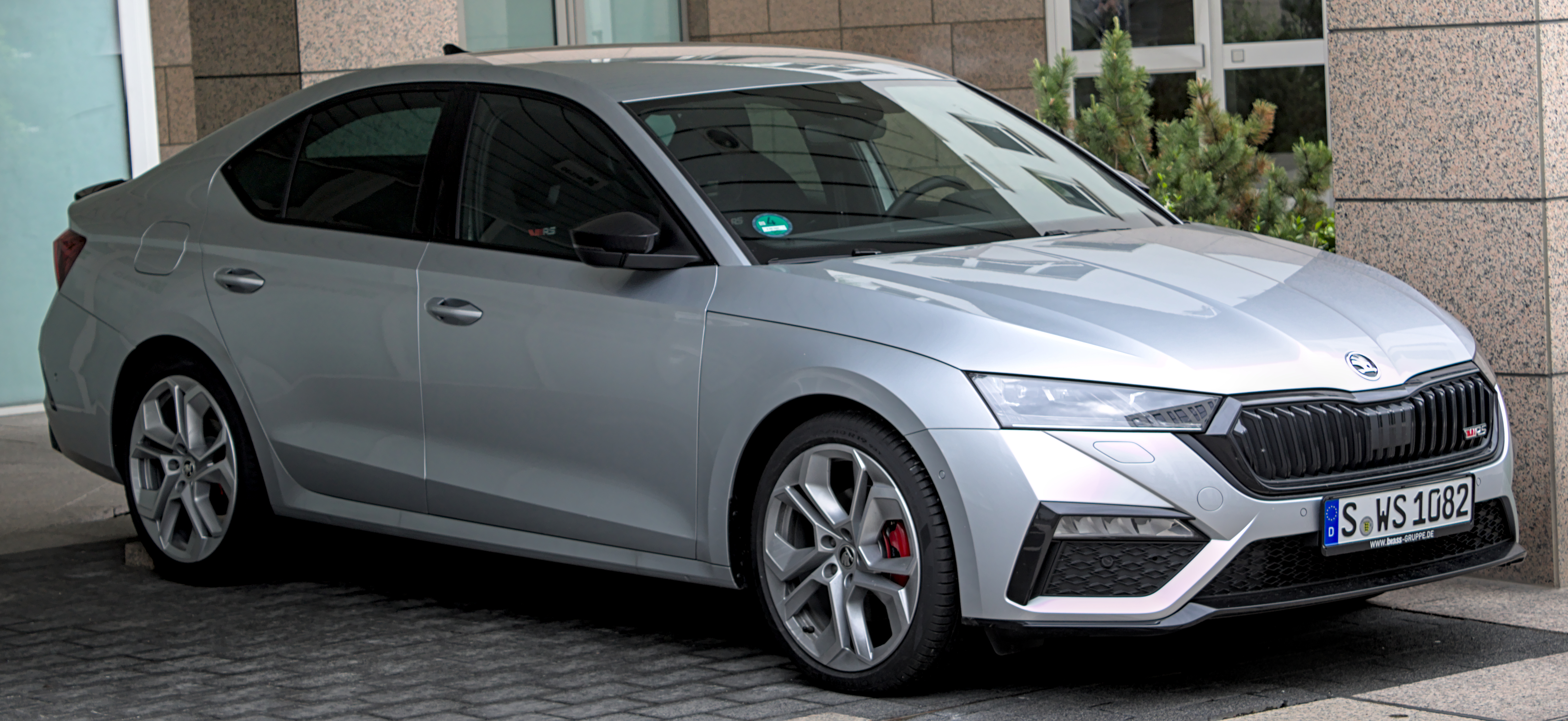
Škoda Octavia IV RS (з 2021)

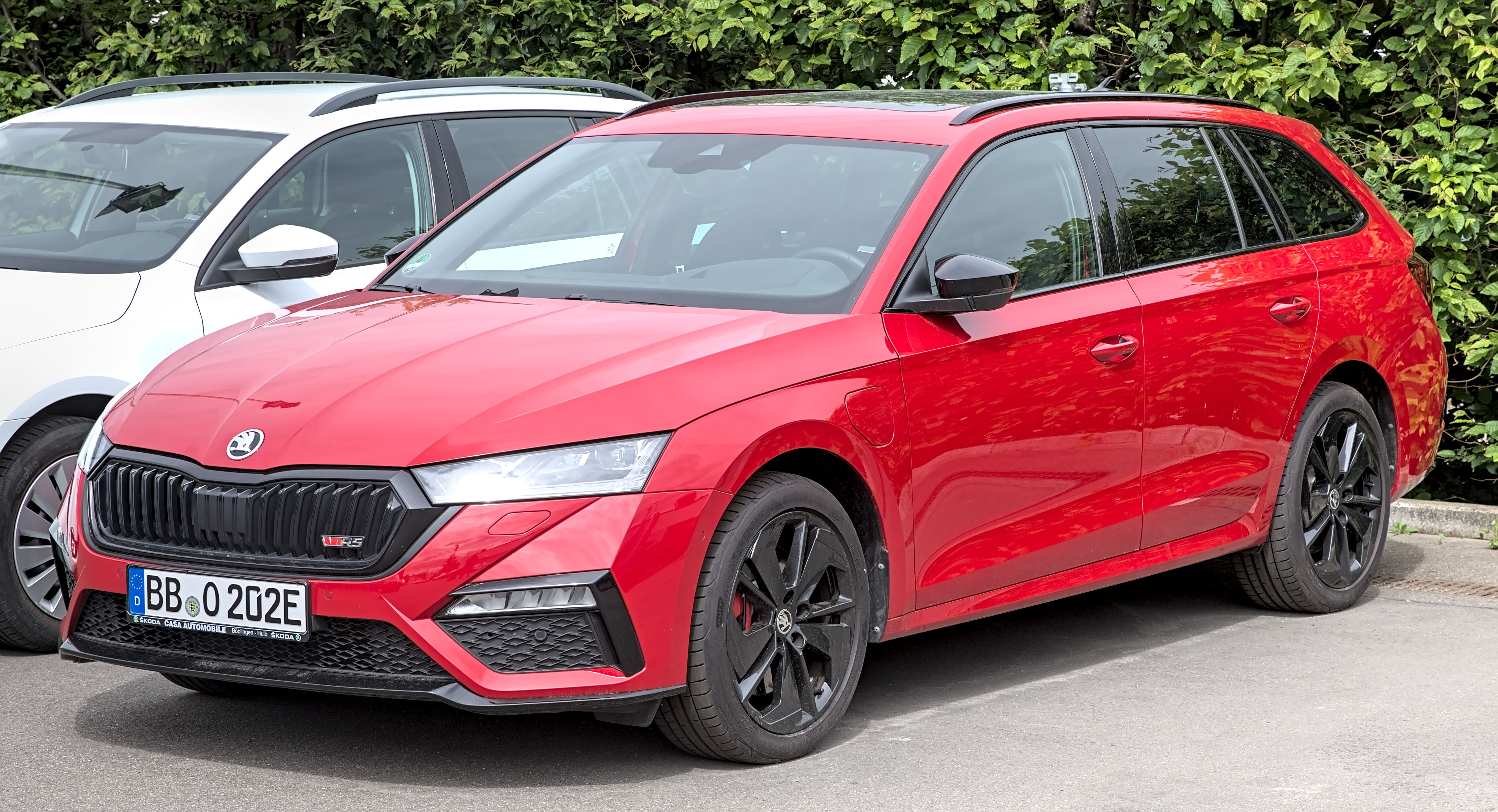
Skoda Octavia IV Combi RS

У липні 2020 року було презентовано четверте покоління Octavia RS.
Фактично, новинка стала дзеркальним відображенням Volkswagen Golf GTI та GTD, адже Octavia RS без «iV» отримала 2,0-літровий двигун TSI на 245 к.с. (180 кВт) та 370 Нм крутного моменту. Бензинова версія доступна виключно з переднім приводом, шестиступеневою «механікою» та семиступеневим DSG. «Сотню» машина набирає за 6,7 секунди й має «максималку» у 250 км/год.
Дизельна версія 2,0 TDI видає 200 к.с. (147 кВт) і 400 Нм крутного моменту, що робить його найпотужнішою «Октавією» із TDI. 
Цікаво, що дизельна версія стандартно оснащена переднім приводом, але клієнти можуть опціонально замовити повний привід, який дозволить розігнатись до 100 км/год за 6,8 секунди та максимальної швидкості у 243 км/год.